# Kohren-Sahlis
Kohren-Sahlis est une ancienne ville de Saxe (Allemagne), située dans l'arrondissement de Leipzig. Kohren est mentionnée pour la première fois dans une chronique de 974 environ et obtient les droits de ville en 1453. La ville est le centre historique du pays du « Kohrener Land » (pays de Kohren). En 1934, la ville de Kohren et le village de Sahlis se réunissent pour former la ville de Kohren-Sahlis.
Kohren-Sahlis est connue pour ses poteries. La teinture en bleu est aussi un métier traditionnel dans la région.
Depuis le 31 décembre 2017, l'ancienne ville est devenue un quartier de la ville de Frohburg. 

## Références

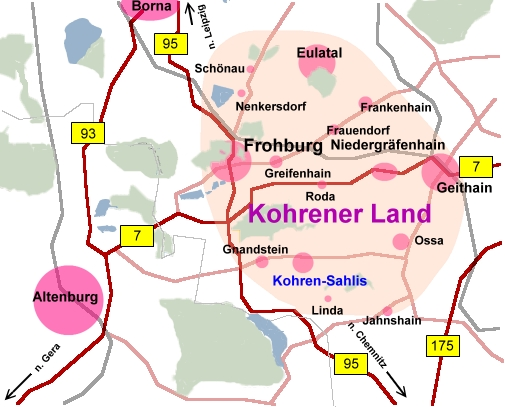
Carte du pays de Kohren.

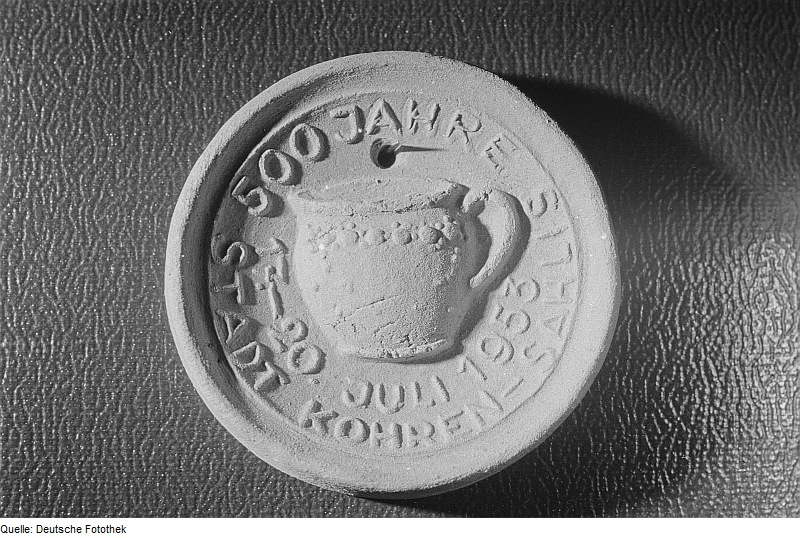
Plaquette en céramique célebrant le des droits de ville.